# ようこそ夢現生徒会
『ようこそ夢現生徒会』（ようこそむげんせいとかい）は、『月刊少年チャンピオン』で連載されていた松田ゆきのしんの漫画作品。
2006年から2007年にかけて読み切りとして掲載された後、2007年から2009年まで連載された。

## ストーリー
超ド級の方向音痴である射鳥路彦は、学校の前に寮のある高校に入学した。入寮の挨拶のため職員室へ向かっていたが、道に迷ってしまい、あちこち迷っている間に生徒会長の柳原夢と出会い、案内してもらう。路彦は夢の容姿と優しさに思わず惚れそうになる。挨拶も終わって寮に戻ると、そこに夢の姿があった。改めて自己紹介と礼をすると、いきなりヘッドバットで挨拶され、門前払いを食らう。唖然とする路彦に、帰ってきた夢が「先ほど現れたのは双子の兄、柳原現」と説明する。そう、彼は夢に近づく者は容赦なく排除する極度のシスコンだった。

## 登場人物
射鳥路彦
本作の主人公。超ド級の方向音痴。入学早々に夢と出会い、彼女に惚れるも、彼女の双子の兄の現に監視の意味も込めて強制的に裏生徒会に入会させられる。寮内で一番の常識人。
柳原夢
現の双子の妹で生徒会長。美人で優しい性格の持ち主。少し天然な部分がある。
柳原現
夢の双子の兄。極度のシスコンで夢に近づく害虫（男）どもを排除するため裏生徒会を結成し、自ら会長となる。姿かたちは夢そっくりだが夢に近づく男がいれば容赦のない性格で、男をおびきよせるため自ら夢になることも。変装の際、目の部分に穴の開いた袋を被るのが多い。
ボズゾヴ･ズ･ソフラン
国籍は不明だが、夢たちの居る学校に留学して来た外国人。常に忍者装束を着用している。現を殿と慕い、日本文化を教えて貰っているが殆ど間違っている事が多い。主君に忠実な性格で、時には常識とは考えられない行動もする。裏生徒会所属。
まどか
名字は不明。夢達と同じ寮生。面白おかしい展開が大好きで、その為なら味方を窮地に追い込むことも。妄想癖がある。情報収集が趣味。裏生徒会所属。
須藤宗冶
夢達と同じ寮生。演劇部の花形役者で、与えられた役はどんな役でも忠実にこなす。オフの時間は、役作りに没頭する。変化とも思えるほど変装は得意だが、本人は演技と思っている。裏生徒会所属。